# ويل هيرنانديز
ويل هيرنانديز (بالإنجليزية: Will Hernandez)‏ هو لاعب كرة قدم أمريكية شمالية ‏ أمريكي، ولد في 2 سبتمبر 1995 في لاس فيغاس في الولايات المتحدة.

## وصلات خارجية
- ويل هيرنانديز على موقع مرجع كرة القدم المحترفة.كوم (الإنجليزية)